# Stillekette
Stillekette är en bergskedja i Antarktis. Den ligger i Östantarktis. Nya Zeeland gör anspråk på området.